# Szép Dániel
Szép Dániel (Körmend, 1990. december 8. –) magyar színész.

## Életpálya
Iskoláit Körmenden végezte. Kisdiákként a Kölcsey Utcai Általános Iskola és Alapfokú Művészetoktatási Intézménybe járt. Itt ismerkedett meg a folklórral és a néptánccal. Tagja volt a Béri Balog Ádám Táncegyüttesnek. Középiskolai tanulmányait a Kölcsey Ferenc Gimnáziumban, felsőfokú tanulmányait Szombathelyen, az Eötvös Loránd Tudományegyetem Savaria Egyetemi Központ Bölcsészettudományi karán folytatta, illetve 2019-től a Károli Gáspár Református Egyetemen, ahol szociológiát tanul.
2007. szeptemberében jelentkezett és sikeres felvételt nyert a Körmendi Kastélyszínház Stúdiójába. Azóta - színészként - társulati tag, számos szerepet játszott el a színházban, fellépett rendezvényeken, részt vett színházi fesztiválokon. A társulattal és egyénileg is több díjat nyert.
2016-ban a "Csehov: komédiák" című három egyfelvonásos darabjával a társulat tagjaként bemutatkozott a Soproni Petőfi Színház, illetve a budapesti Nemzeti Színház közönsége előtt is. 2018 nyarán a Komlói Amatőr Színházi Találkozón ezüst fokozatra minősítették a Körmendi Kastélyszínház Társulatának produkcióját: Alessandro Baricco Novecento című monodrámáját - Szép Dániel előadásában, Balázs László rendezésében.

## Színházi szerepei
A Körmendi Kastélyszínházban:
- Friedrich Dürrenmatt: Pör a szamár árnyékáért...teremőr, kocsmáros
- Lázár Ervin: A négyszögletű kerek erdő...Ló Szerafin
- Tasnádi István: Farkas és piroska...farkas ügyvédje
- Tauno Yliruusi: Börtönkarrier...Santeri
- Martin McDonagh: A Kripli...Bartley
- Grimm fivérek: A Csizmás kandúr...Otromfotrom varázsló
- Yasmina Reza: Művészet...Yvan
- Yasmina Reza: Az öldöklés istene...Michel Houllié
- William Shakespeare: Rómeó és Júlia...Rómeó
- Vaszilij Szigarjev: Katalinka szállj el...Gyima
- Molnár Ferenc: Az Ibolya... zeneszerző
- Valentyin Katajev: A kör négyszögesítése...Vászja
- Anton Pavlovics Csehov: Leánykérés...Lomov
- Anton Pavlovics Csehov: A dohányzás ártalmasságáról...Ivan Ivanovics
- Anton Pavlovics Csehov: A medve...Lúka
- Katyi:...kereskedö, apáca
- Alessandro Baricco: Novecento...(monodráma)
- Jordi Galceran: Grönholm-módszer

## Díjai, elismerései
- Különdíj kiemelkedő színészi alakításért  Yvan megformálásáért - Yasmina Reza: Művészet című darabjában. (2011. május)
- Paál István-diploma A magyar Szín-Játékos Szövetség által alapított legmagasabb elismerés. (2011. szeptember)
- Nemzetközi Fesztivál-díj XXI. ifj. Horváth István Nemzetközi Színjátszó Fesztivál. (2012. június)
- Legjobb férfi szereplő díj Aranydeszka Fesztivál (2015.)
- Közönség Díj Aranydeszka Fesztivál (2015.)
- Legjobb férfi főszereplő díj Komlói Színháztalálkozó (2016.)

## Ars poetikája
- "A kultúra erősíti és mélyíti a nemzettudatot, s épp ezért ápolni azt kötelesség, mintsem feladat."

Egy újságcikkben az alábbiakat nyilatkozta
- "A színház játék, melyhez sok munka kell, de ha ez a játék örömét adja már nem is érzem munkának."